# Diamond Jenness
Diamond Jenness (Wellington, 10 gennaio 1886 – Chelsea, 29 novembre 1969) è stato un antropologo e archeologo canadese di origine neozelandese. Fu uno dei principali studiosi dei nativi americani della prima metà del XX secolo. Per i suoi contributi in campo etnologico, è ricordato come "padre dell'archeologia inuit".

## Biografia

### Origini e prime ricerche
Secondo di dieci figli di un importante artigiano neozelandese, ricevette un'ottima educazione e si distinse presto per i propri acume e resistenza fisica. Assieme alla sorella May Jenness ottenne una borsa di studio e si laureò all'università della Nuova Zelanda nel 1908, potendo poi proseguire i suoi studi all'università di Oxford, dove si specializzò in antropologia.
Tra il 1911 e il 1912 compì il primo lavoro sul campo, studiando la società degli indigeni delle isole di D'Entrecasteaux, al largo della Nuova Guinea. Nonostante l'esperienza etnologica nel compresso positiva, Jenness contrasse la febbre gialla che lo tenne infermo per molti mesi.

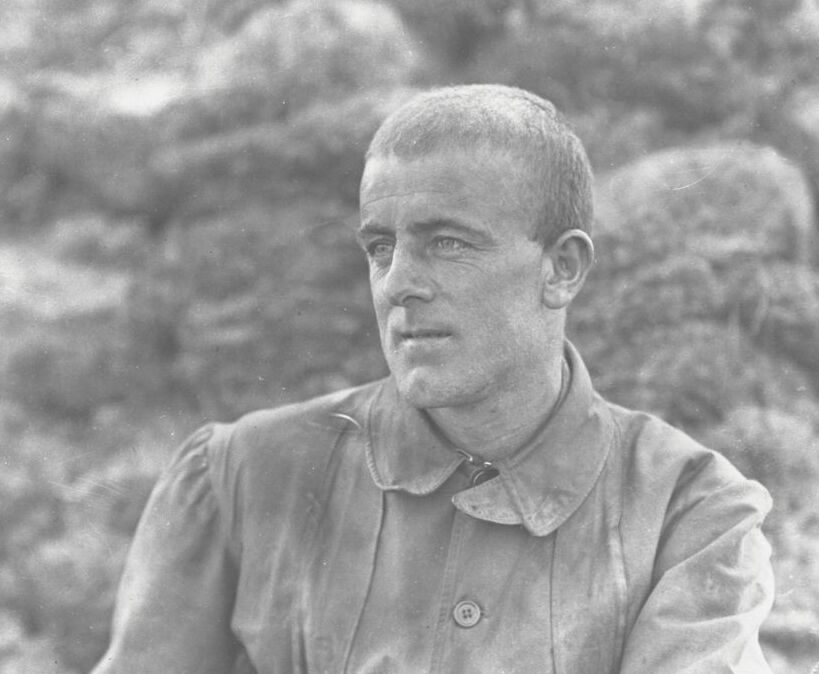
Diamond Jenness nel 1916

### La spedizione artica
Nel 1913 fu invitato a unirsi alla spedizione artica canadese guidata dall'esploratore islandese Vilhjalmur Stefansson; non ancora guarito del tutto, l'antropologo tuttavia accettò l'invito e s'imbarcò sulla nave Karluk. La spedizione tuttavia si rivelò un disastro: il Karluk rimase presto intrappolato nel ghiaccio della banchisa mentre tentava di attraversare il passaggio a nord-ovest. Stefansson condusse un piccolo gruppo sulla terraferma per cercare aiuto, e Jenness si unì a lui; mentre erano assenti, la banchisa si sciolse improvvisamente e il Karluk andò alla deriva nell'oceano Artico, risultando nella morte di molti dei membri della spedizione rimasti su di esso.
Il gruppo di Stefansson e Jenness si diresse quindi verso l'Alaska, dove si trovavano gli insediamenti umani più vicini. Troppo debilitato per proseguire, Jenness dovette essere lasciato indietro a svernare presso una comunità di inuit. Il soggiorno presso le comunità artiche fu tuttavia fondamentale per la carriera di Jenness, che apprese la lingua inuit e cominciò a raccogliere un'ingente mole di appunti sul popolo eschimese. L'antropologo decise di prolungare il suo soggiorno presso gli inuit anche una volta ripresosi, immergendosi nella cultura e nella società eschimese e venendo perfino adottato da un cacciatore, Ikpukhuak, e da sua moglie, la sciamana Higalik. La maggior parte dell'equipaggiamento di Jenness era rimasto sul Karluk, quindi durante la sua permanenza lo studioso dovette affidarsi a pochi appunti e alla sua memoria.

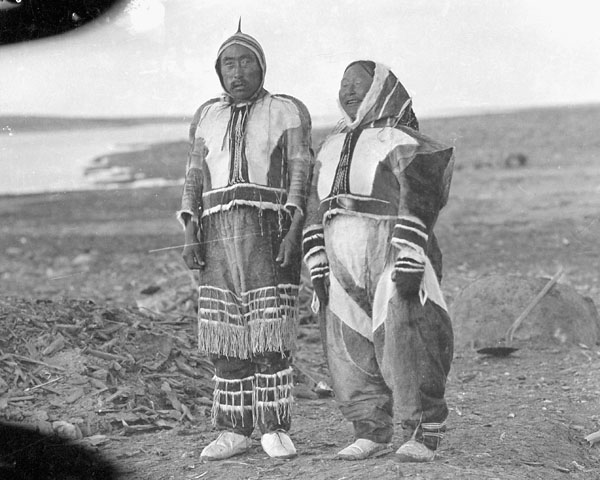
Ikpukhuak e Higalik, "genitori inuit" di Jenness

### Prima guerra mondiale
Jenness rimase presso gli inuit fino al 1916, quando tornò in Canada ritenendo di aver condotto studi abbastanza approfonditi. Per breve tempo impiegato al Victoria Museum di Ottawa, passò alcuni mesi a riordinare i propri appunti. Alla fine dell'anno tuttavia decise di arruolarsi nella forza di spedizione canadese per partecipare alla prima guerra mondiale che allora infuriava in Europa. Inviato sul fronte occidentale, per il suo fisico minuto e robusto non fu ritenuto idoneo al combattimento e gli furono assegnati compiti nelle retrovie.
Conclusa la guerra, alla fine del 1918 tornò ad Oxford per completare la relazione sui propri studi sulle popolazioni della Nuova Guinea, per poi tornare in Canada all'inizio del 1919. Nel marzo 1919 si sposò con Eileen Bleakney, e dopo una luna di miele in Nuova Zelanda cominciò a lavorare febbrilmente ai suoi studi sugli inuit, pubblicandoli infine in 5 corposi volumi.

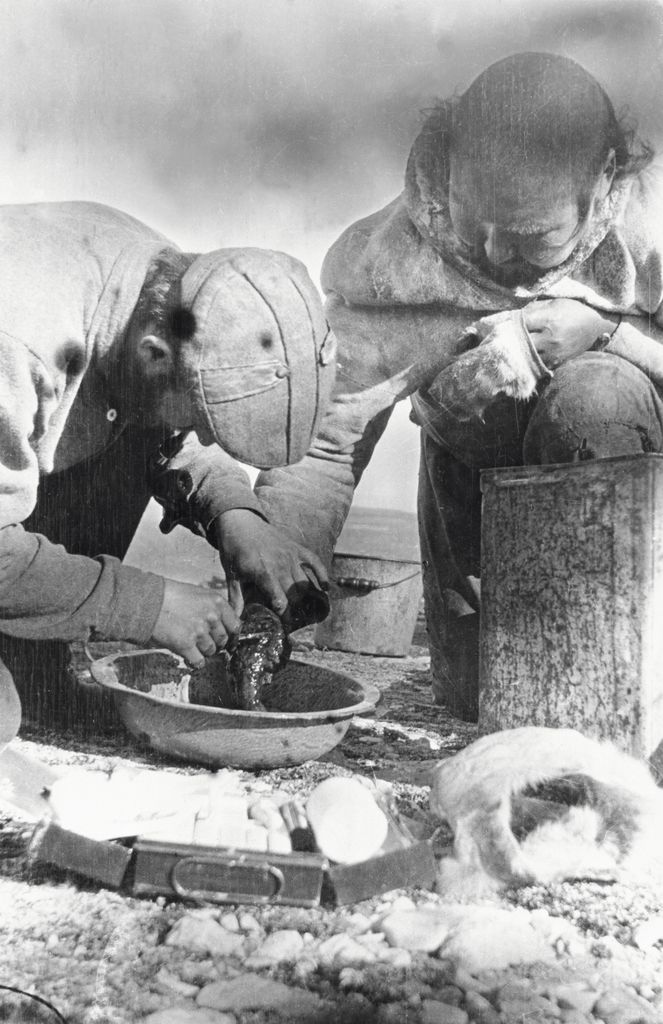
Jenness che cura la mano ferita di un inuit (estate 1914)

### Studi sui nativi americani
Tornato a lavorare presso il Victoria Museum, dal 1920 il governo del Canada lo incaricò di condurre studi approfonditi sui nativi americani delle Prime nazioni. Per anni soggiornò quindi nelle riserve indiane, collaborando anche con figure native di spicco come Francis Pegahmagabow. Successivamente riprese a studiare gli inuit, dedicandosi anche all'archeologia e scoprendo l'esistenza dell'antica cultura Dorset e in seguito la successiva cultura del vecchio mare di Bering.
Nel 1926 fu nominato direttore del Dipartimento di Antropologia del Museo nazionale del Canada, posizione che mantenne fino al 1948. Durante gli anni 1930 si affermò come uno dei principali antropologi a livello mondiale.

### Seconda guerra mondiale, ritiro ed eredità
Nel 1941 si arruolò nuovamente nell'esercito canadese per partecipare alla seconda guerra mondiale, e lavorò come impiegato nella sezione di intelligence dell'aviazione canadese. Nel 1944 venne trasferito al Dipartimento della Difesa Nazionale, a capo della sezione topografica, posizione che mantenne fino al 1947.
Nel 1948 andò in pensione e dall'anno successivo cominciò a pubblicare molti dei suoi scritti di stampo etnologico. Negli anni successivi ricevette numerosi riconoscimenti, tra i quali anche l'Ordine del Canada. Morì nel 1969, e da allora in sua memoria sono state intitolate numerose strade, edifici, una penisola sull'isola di Victoria e una roccia del pianeta Marte osservata nel 2004 dal rover Opportunity.